# بخش هور (سوئد)
بخش هور (به سوئدی: Höörs kommun) یک ناحیه شهری در سوئد است که در شهرستان اسکونه واقع شده‌است.

## خواهرخوانده
شهرهای Stevns Municipality, Soini و چیتا دی کاستلو خواهرخوانده‌های بخش هور هستند.